# Selmeci Akadémia
A Selmeci Akadémia elődjének számító bányászati-kohászati tanintézet (Bergschule, Berg Schola) alapítását a bécsi udvari kamara 1735. június 22-i leiratától számíthatjuk. Ez alapján Selmecbányán olyan tanintézet jött létre, amelynek a feladata a bányászati–kohászati szakképzés volt; olyan műszaki szakemberek képzése, akik a bányaművelés, a bányajog, a bányamérés, az ércelőkészítés, a kémlészet–kohászat, valamint a pénzverés–aranyválatás területének szakértői lehetnek, és képesek  termelési, igazgatási, jogi feladatok ellátására. A Bergschule kétéves képzési időt biztosított.
A természettudományok nagyarányú fejlődése miatt néhány évtizednyi működés után ennek gyökeres átszervezésére került sor. 1763-ban új típusú intézmény kezdte meg a működését, melyet a következő 7 évben fokozatosan bővítettek. 1770-re vált teljessé a kiépítettsége, ekkor áttért a hároméves képzési rendszerre, valamint Mária Terézia akadémiai rangra emelte, s neve ettől kezdve lesz Bergakademie, azaz bányászati-kohászati akadémia. 1846-ban hozzákapcsolták az 1808-ban alapított erdészeti tanintézetet, ekkortól már négy (az erdészeknél három) évfolyamon oktattak. Az intézmény tanárai, professzorai között számos világhírű, a szakma nemzetközi élvonalába tartozó szakembert találunk: Mikoviny Sámuel, Nikolaus Jacquin, Giovanni Antonio Scopoli, Christoph Traugott Delius, Christian Doppler, Kerpely Antal, Farbaky István, Herrmann Emil, Cséti Ottó és még sokan mások.
A tanintézet a legrégebbi, életképesnek bizonyult bányászati–kohászati iskola, mérnökképző, műszaki felsőoktatási intézmény, a Miskolci Egyetem és a Soproni Egyetem jogelődje. Úttörő volt abban is, hogy a Habsburg Birodalmon belül ez volt az első állami alapítású (nem egyházi) tanintézet. Az Akadémia – ez az elnevezés hivatalosan 1904-ben szűnt meg, amikor főiskolává szervezték – az első világháborút követően kénytelen volt beszüntetni működését Selmecbányán, és 1919-ben Sopronba költözött.
Az akadémia diákjai közt a 19. század folyamán egyedülálló hagyományrendszer alakult ki, mely az utódintézményekben azóta is él. Mint szellemi bölcsőt, a diákhagyományok szóhasználatában továbbra is szokás Akadémia néven nevezni az intézményt, függetlenül az 1904 után bekövetkezett változásoktól.

## Előzmények
Magyarország évszázadokon keresztül az európai nemesfémtermelés élvonalába tartozott. A 13. században a kontinensen termelt arany öthatodát, az ezüst egynegyedét adta az ország. Később, a 15–16. században a réztermelésben is világpolitikai szerepet töltött be az ország. Az 1770-es években az állami bevétel 30%-a a bányászat-kohászatból származott. A 18. századra a hazai bányászat és kohászat központja már Selmecbánya térségében volt. Európa-szerte elismerték a technológiai színvonalat, a vezetési módszereket és az ide koncentrálódott szaktudást. Ugyanakkor lassan az addig könnyen kitermelhető érctelepek kimerültek, a bányászoknak egyre mélyebbről kellett kitermelni a nyersanyagokat, a kohászoknak pedig a gazdaságosabb érckinyerés megvalósítása és a nehezebben kohósítható ércfajták feldolgozása jelentett újszerű feladatokat. Mindezekhez jól képzett szakemberekre volt szükség, akiket új elvek, új tematika szerint készítenek fel a szakmai feladatok megoldására. Az addigi európai egyetemi képzés csaknem kizárólag humán jellegű volt (nyelvek, filozófia, teológia), a matematika és a fizika oktatásában is inkább a filozófiai vonatkozások domináltak, a kémiát pedig a középkor visszamaradott elvei szerint taglalták, azt is felületesen. Az egyetlen korszerű, egzakt alapokon nyugvó képzés a hadmérnöki tudományok terén valósult meg.
A helyzet elkerülhetetlenné tette a szakmai szempontok szerint szervezett oktatás megszervezését. Szakoktatás már korábban is, a 17. század elejétől létezett, mégpedig kincstári szervezésben. Ezt már egy 1605-ös rendelkezés is bizonyítja, amelyben az expectansok (növendékek) szolgálati helyéről rendelkeznek. Egy másik rendelkezés a képzés fő szakterületeit rögzíti (bányamérés, kohászat, bányaművelés). A képzés magasabb szintre emelésének gondolata 1716-ban merült fel, amikor egy bányászati-kohászati tanintézet (Berk Schuel) felállításáról volt szó. Az említett intézmény a következő évben kezdte meg a működését – négy tanulóval – a csehországi Sankt Joachimsthalban (ma Jáchymov).

## A Bergschule

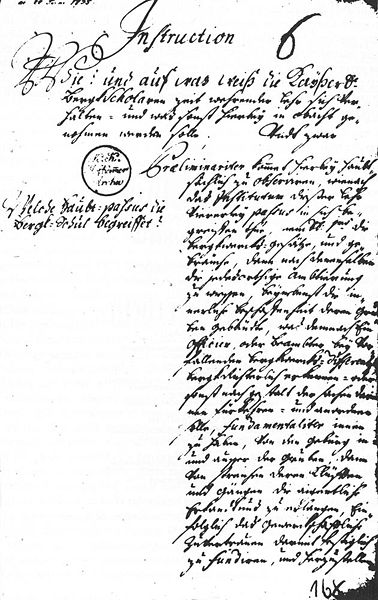
Az Instrukció első lapja (1733)

A bécsi kamara hozzáértő szakemberei világosan látták a bányászat-kohászat fontosságát, és a gazdaság vezérágazataként tekintették. Ezért szükségesnek tartották az alsó-magyarországi (Garam-vidéki) kincstári bányászat-kohászat számára is a szakemberképzést. Ezt a bécsi udvari kamara 1735. június 22-i leirata alapján valósították meg, a Bergschule (Bergschola, Bányászati–kohászati Tanintézet) megteremtésével. A képzéshez részletes instrukciókat dolgoztak ki (a joachimsthali mintájára). Ez az iskola azonban sokkal jelentősebb lett, itt a jog, a pénzverés és az aranyválatás is tananyag lett, a tanulói létszámot pedig nyolc főben állapították meg. Létesítettek még más helyeken (Szomolnok, Oravica) is hasonló iskolákat, de azok hamar, néhány év után megszűntek.
A tanintézet tennivalóit az „Instrukció” (Tantervi utasítás) tartalmazta, ma már meglepőnek tűnő részletességgel. Az utasításban taglalják a Bergschola „fősphareá”-it (főtanszakait), miszerint az elsajátítandó tananyag négy főtanszakra oszlik:
- bányaügyi jogszabályok,
- bányamérés,
- ércelőkészítési eljárások,
- kémlészet és kohászat.

Valójában öt főtanszak volt, az ötödik a pénzverés és az aranyválatás volt, nem tudni, miért maradt ki az okiratból.
Az oktatás első évében elméleti alapképzés folyt „matematika” címszó alatt, a második évben viszont már az adott szakterületek elismert szakemberei működtek közre. A hallgatók az államtól ösztöndíjat (stipendiumot) kaptak tanulmányi idejük során, amelynek nagysága egy jól kereső bányai szakember fizetésével ért fel. Ez a tény különösen figyelemre méltó, a tanulóknak nemhogy tandíjat kellett fizetniük, de még ők kaptak juttatást.
A tanintézet első oktatója Mikoviny Sámuel, a „hét alsó-magyarországi szabad királyi bányaváros mérnöke” volt, aki az első évben foglalkozott a hallgatókkal a „matematika” oktatás keretein belül. Mikoviny áldozatos munkájával megalapozta a tanintézetet és bebiztosította fennmaradását. Az 1740-es évek vége felé két segítséget is kapott Tobias Johann Brinn és Karl Jakob Turman személyében. Mindketten korábbi tanítványai voltak. A „matematika” oktatásánál a bányamérnökség tulajdonában lévő szakkönyveket használták. Ezek a könyvek ma a Miskolci Egyetem Selmeci Műemlékkönyvtárában találhatók meg. Akkoriban az oktatás alapját képező szakkönyvek vállalati vagy főkamaragrófi tulajdonban voltak, vagy az egyes oktatók vásárolták meg, és így kerültek az iskola tulajdonába. Az oktatók kötelesek voltak átengedni könyveket és egyéb eszközeiket is az intézménynek, ezt beszámították a fizetésükbe. Ilyenek például a Turman tulajdonából átkerült matematikai és bányamérés témájú könyvek.
Egy 1737-es rendelkezés a kohászat instruktorául Christian Heuppelt jelölte ki. Heuppel korábban az úrvölgyi rézkohászatnál dolgozott, majd a körmöcbányai kohászat főnöke volt. Az iskolai fizetése évi 1000 forint volt. A bányaművelés oktatója Ferdinand Spiegel lett, aki  korábban több esetben együttműködött Mikovinyvel bányaművek korszerűsítésében. A zúzóműveletek instruensének Johann Michael Millert nevezték ki, aki Felsőbányán és Selmecen tevékenykedett. A tananyaghoz – példaként – a kémlészet-kohászathoz Lazarus Ercker 1703-as kiadású Probier-Buch, a bányaméréshez Nikolaus Voigtel Geometria subterranea oder Markscheidekunst (1714) című művét használták.
A tanintézetből kikerült bánya-kohómérnökök (akkoriban még nem nevezték mérnöknek őket) teremtették meg a magyar műszaki oktatás tekintélyét, akik képesek voltak eredményesen működni a kincstári vagy a magántulajdonú bányászati és kohászati üzemekben. Egy 1740-es évek végén készült udvari kamarai vizsgálat a Selmec környéki ipar, de főleg a bányászat–kohászat felvirágzását egyértelműen a Schola, ezen belül Mikoviny Sámuel működésének tulajdonította. Ebben az iskolában végzett két – később nagy tekintélyre, sőt világhírre emelkedett – szakember: Karl Josef Hell géptervező és Christoph Traugott Delius, a bányászati szakirodalom megújítója.

## Az Academia Monastica (Bergakademie)

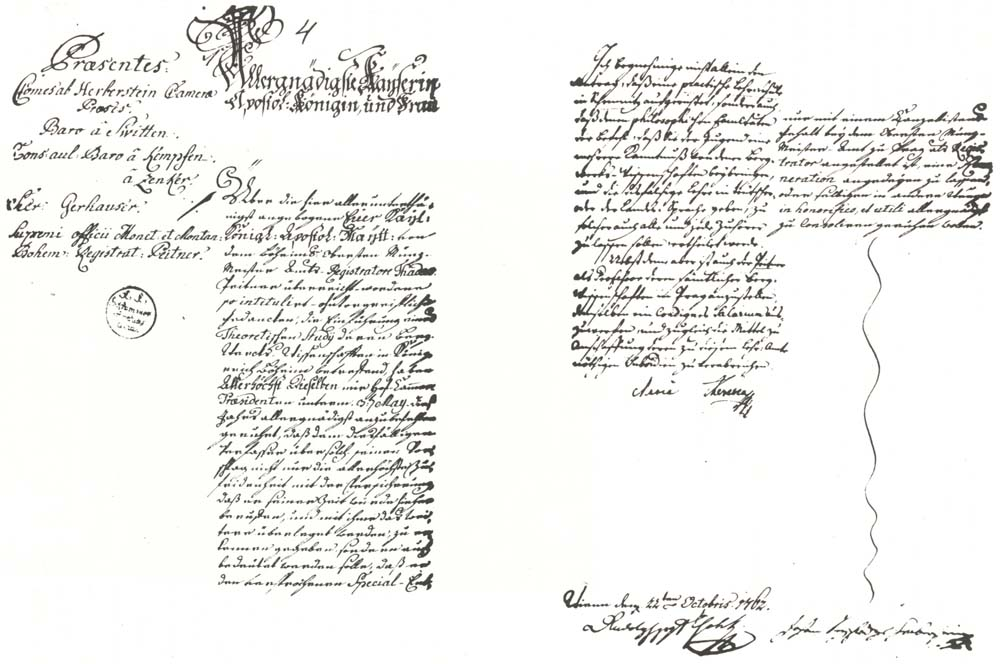
A selmecbányai Akadémia alapításáról határozó jegyzőkönyv, Mária Terézia aláírásával

A 18. század közepére megérett a helyzet a bányászati-kohászati képzés magasabb szintre emelésének. Ehhez a végső lökést Johann Thaddäus Peithner, a csehországi bányászati és pénzverészeti hivatal levéltárosának felterjesztése volt, amit az udvari kamarához nyújtott be 1761–1762 telén („Szerény gondolatok a bányászati-kohászati tudományok elméleti stúdiumának a cseh királyságban való bevezetéséről”). Peithner javaslatában négy évfolyamos képzés szerepelt, alapos elméleti alapozással és gyakorlati képzéssel. Az udvari kancellária egyetértett a javaslat lényegével, de az Akadémiát Selmecbányán javasolta létrehozni, két évfolyamos rendszerben – elsősorban a Selmecen felhalmozott oktatási-szakmai tapasztalatra alapozva. Ezt az elképzelést Mária Terézia 1762. október 22-én, az alapítás ügyében összehívott tanácskozás jegyzőkönyvén tett aláírásával szentesítette.
Az első tanszékre (Gyakorlati bányászati és kémiai tanszék) Nikolaus Jacquint nevezték ki 1763. június 13-án, aki megfelelő felkészülés, azaz a laboratórium, az ásvány- és kőzettár kialakítása után, 1764. szeptember 1-jén kezdte meg ásványtani, kémiai és elméleti kohászattani (metallurgiai) előadásait és laboratóriumi gyakorlatait. Óráinak helyszíne a lakóházának földszintjén kialakított előadóterem és laboratórium volt (a lakóházat a kincstár bérelte Jacquin számára). 1765. augusztus 13-án alakult meg a második tanszék [[Nikolaus Poda|Nikolaus Poda]] jezsuita atya kinevezésével. Poda matematikát, fizikát és mechanika–géptant oktatott.
Néhány évnyi működés után egyre erősödött a nyomás a három évfolyamos képzésre való átállás érdekében. Furcsa módon két, egymással vitában álló nézetcsoport is ezt javasolta. Az egyik csoport elképzelése a kétéves képzés kiterjesztésére épült, azaz hogy az első két évben kell megteremteni az elméleti-tudományos alapokat, amit a harmadik évben ezek gyakorlati alkalmazásával lehet betetőzni. A másik felfogás a „bányászat” három ágára építette volna az oktatást: az első évben a bányagépészet oktatása folyna, kiegészítve a matematikával és a mechanikával, aztán jönne a kémlészet és kohászat (a kémiával, az elméleti kohászattal és az ásványtannal), végül a bányaművelés (a földtan-teleptannal, a bányaméréssel, az ércelőkészítéssel, a bányajoggal és az erdészettel).
A hároméves képzés 1770-ben valósult meg, de a két elképzelés kissé zavaros megnyilvánulásaként. Ugyanakkor azonban ez a három évfolyamos, három tanszékes felállás – kisebb változásokkal – hosszú évtizedekig fennmaradt és eredményesen működött. Az átszervezést – a Schola alapításakor kiadott Instrukcióhoz hasonló – terjedelmes rendelkezésben (Systema Academiai Montanisticae) részletezték. Figyelemre méltó, hogy ebben a dokumentumban nevezték először Akadémiának az intézményt.
A rendelet intézkedett a felvétel rendjéről. Eszerint az akadémiára jelentkezőknek már valamilyen egyetemi szintű „filozófiai kurzus” elvégzését kell igazolniuk, ennek hiányában felvételi vizsgát kell tenniük. Ugyanakkor előnyben részesítik a „szakmabeliek” fiait. Az oktatás egész évben folyik, és a hallgatóknak negyedévente vizsgát kell tenni a professzor előtt, félévente és évente pedig fővizsgát a főkamaragróf (aki egyben az intézet igazgatója is) jelenlétében. A Systema rendelkezése szerint az Akadémián három tanszék működik. A Matematika-mechanika-gépészeti tanszéken Nicolaus Poda, az Ásványtan-kémia-elméleti kohászattani tanszéken Giovanni Antonio Scopoli, a Gyakorlati bányászati tanszéken pedig Christoph Traugott Delius volt a kinevezett professzor. Az okirat a professzorok kötelező feladatául írja elő, hogy saját nyomtatott könyvet kell írniuk az oktatott tárgyakhoz. A professzorok bányatanácsosi rangban álltak. A rendeletben részletekbe menően tárgyalják külön-külön az egyes évfolyamok elméleti és gyakorlati oktatását, de még a végzősök elhelyezkedéséről is szót ejtenek. A Systema sajátossága, hogy Mária Terézia úgy hagyta jóvá, hogy az erdészet oktatására kiemelt figyelmet kell fordítani: „Jóváhagyom ezen elkészített tervet, és különös megelégedéssel tölt el a bizottság elnökének az ügy iránt tanúsított buzgalma; azonban az erdők művelésére is különös gonddal legyenek, mert az erdőkre a bányászathoz és kohászathoz feltétlenül szükség van.”
A professzoroknak előírták, hogy egy rövid felkészülési idő után, ami alatt egy általuk választott szakkönyvet használtak tankönyvként, saját nyomtatott könyvet kell írniuk a tantárgyakhoz. Nikolaus Jacquin például eleinte Chr. E. Gellert könyvére támaszkodott (aki később selmeci professzor lett), előadásainak kézirata pedig fennmaradt. Jacquinről tudni kell, hogy a korabeli korszerű kémiát oktatta, elszakadva az akkoriban még általánosnak számító flogisztonista kémia-felfogástól. Tanszéki utóda Giovanni Antonio Scopoli, aki inkább az ásványtan és a botanika szakértője volt. A következő kémia tudós Ruprecht Antal volt, aki híres volt kísérletező és kutatási módszereiről. Ezek a professzorok alakították ki azt a laboratóriumi oktatási módszert, ami világhírűvé tette Selmecet, és ez a módszer terjedt el egész Európában a kémia oktatásban (a franciaországi École Polytechnique közvetítésével). Az ásványtan területén Scopoli adott ki szakkönyvet, Delius pedig megírta világhírű bányaművelés-könyvét, amit a tudománytörténet jelentőségében Agricola De re metallicája mellé állít. A mechanika-gépészet könyveit Poda írta, a bányamérést pedig Möhling fontos könyvéből tanulták. A selmeci hagyományok az elméleti képzésen túl fontos szerepet szántak a gyakorlati képzésnek is, aminek az üzemlátogatások, gyakorlatok mellett fontos szerepet szántak a modellek alkalmazásának is. Ennek érdekében az 1770-es évektől külön mechanikust alkalmaztak a modellek elkészítésére. Az akadémia könyvtára a Schola 298 kötetes gyűjteményén alapult, de a professzorok folyamatosan bővítették új szakkönyvekkel és folyóiratokkal. Később Peithner szakkönyvtárának java – mintegy hatszáz kötet – is a könyvtárat gazdagította.
Az Akadémia nemzetközi híre ebben az időben elvitathatatlan, de nemcsak a fent említett kémiaoktatás miatt, más területek oktatói, tudósai, diákja is szívesen töltöttek hosszabb-rövidebb időt Selmecbányán (Svédországból, Oroszországból, Spanyolországból, Bajorországból és máshonnan). Selmecen dolgozott néhány hónapig Alessandro Volta, de más olasz fizikusok, kémikusok is (Savaresi, Tondi, Lippi stb.). Az akadémián végzett mérnököket szívesen fogadták – a hazai vállalatokon kívül – külföldön is (Törökországtól Mexikóig), néhányan pedig az Akadémia oktatói lettek.
A 19. század elején az Akadémia nemzetközi kisugárzása csökkent, ami nem a színvonal csökkenésével magyarázható, hanem inkább azzal, hogy a műszaki-természettudományos fejlődés vezető ereje már nem a bányászat-kohászat volt, másrészt Európa-szerte hasonló célú iskolák sorát hozták létre. 1809-ben bevezették az oktatásba a „filozófiai kurzust”, amely matematikai és fizikai előtanulmányokat jelentett az akadémiai képzés megszerzéséhez, és végső soron az ilyen képesítéssel nem rendelkezők számára könnyítették meg a főiskolára való bejutást. Aki már rendelkezett ilyen képesítéssel, rögtön a második évfolyamon kezdhette a tanulmányait. Ugyanakkor az oktatási idő három és fél, illetve négy évre emelkedett, ugyanis bevezették a fél, illetve egyéves szakmai gyakorlatot, amit különböző bánya- és kohóüzemeknél kellett teljesíteni. 1839–1840-ben két új tanszéket alapítottak: az Ábrázoló geometria és építészet, valamint az Ásványtan-földtan-őslénytani tanszéket.
A század első felének oktatói közül meg kell említeni három kiemelkedő professzor-egyéniséget. Josef Schittko a matematika, a fizika és a mechanika tantárgyakat oktatta, és a bányagépészetben és az ércelőkészítésben ért el kiemelkedő eredményeket. Wehrle Alajos kohászatot, kémiát és ásványtant tanított, akinek fő műve a kétkötetes kémlészeti és kohászati tankönyv, amely először foglalkozott tudományos igényességgel a vas kohászatával. Johann Lang a bányaföldtan, a bányaművelés, a bányagépészet és a bányajog professzora volt, és ő vezette be először a teodolitot a bányatérségek felmérésére.

## A Berg- und Forstakademie (Bányászati-kohászati és erdészeti akadémia)
1838-ban reformtervezet került a királyi kamara elé, amelyben oktatási és szervezeti korszerűsítéseket vázoltak fel. A módosítások azonban csak 1846. október 6-án valósulhattak meg, ekkor szentesítette V. Ferdinánd király a Berg- und Forstakademie (Bányászati-kohászati és erdészeti akadémia) létrehozását. Az új intézmény már levált a selmecbányai főbányagrófságtól, az erdészeti tanintézetet pedig az Akadémiához csatolták. A tanulmányi időt négy évre emelték a bányász-kohász hallgatók számára, az erdészekét pedig kettőről háromra. Az oktató testület hat – bányatanácsosi rangú – professzorból, egy adjunktusból és öt asszisztensből állt, akiket három tiszteletdíjas óraadó egészített ki. Nem érdektelen áttekinteni a korszak tanszékeit:
- Matematika–fizika–mechanikai tanszék, professzor: Christian Doppler (kinevezve: 1848. február),
- Kémiai–kohászati tanszék, professzor: Bachmann József (kinevezve: 1846),
- Bányaművelés–bányamérés–bányagépészet tanszék, professzor: Adriány János (kinevezve: 1847),
- Ásványtani–földtani–őslénytani tanszék, professzor: Pettko János (kinevezve: 1848. február),
- Ábrázoló geometriai és építészeti tanszék, professzor: Marschan József (1848-ig),
- Erdészeti tanszék, professzor: Friedrich Ignaz Schwarz (kinevezve: 1848. január).

### Az 1848–49-es forradalom és szabadságharc időszaka
Az 1848–49-es forradalom és szabadságharc döntő hatással volt a selmeci Akadémiára is. Az intézmény a független magyar kormány Pénzügyminisztériuma (Kossuth Lajos pénzügyminiszter), majd a Vallás- és közoktatási minisztérium (Eötvös József kultuszminiszter) felügyelete alá került. Mindezzel együtt járt a magyar oktatási nyelv bevezetése, és az, hogy ösztöndíjat csak a magyar hallgatóknak fizettek.
A forradalom kitörése után a magyar és a többi nemzetiségű hallgatók közötti viszony megromlott (ekkor a háromszáz hallgatónak a fele volt magyarországi illetőségű, 20–20%-uk osztrák, illetve cseh, a többi lengyel, olasz és más nemzetiségű volt). Az épületre magyar zászlót tűztek, szeptemberben pedig az akadémiai professzorok magyar alkotmányos esküt tettek (Adriány, Bachmann, Doppler és Pettko, Schwarz azonban nem). Az oktatás októberben megkezdődött ugyan 116 hallgató részére, de a zavaros felvidéki állapotok miatt az oktatás is meglehetősen hektikus állapotokat mutatott. A hallgatók részt vettek a hadi műveletekben is, emiatt december 17-én hivatalosan is beszüntették az oktatást. Ezt követően, 1849 elején, Selmecbányát elfoglalták a császári csapatok, és február elején újraindították az oktatást, de a katonai vezetés megbízhatatlannak tartván az immár csupán 64 fős hallgatóságot, ismét bezáratták az intézményt. Áprilisban felszabadult a selmeci terület, de az oktatás ekkor sem indulhatott újra, mert mindössze hét hallgató volt Selmecbányán. Ők viszont – Bruimann Vilmos tanársegéd vezetésével – részt vettek a nemesfémkészlet biztonságos helyre való szállításában: az orosz csapatok gyűrűjén át juttatták el a körmöci pénzverde teljes készletét Pestre.
A kormányzat a forradalmi helyzetben is figyelemmel kísérte az Akadémia sorsát, sőt Eötvös József még 1848 júliusában javaslatot kért az Akadémia igazgatójától, Ritterstein Ágost bárótól, a képzés továbbfejlesztésére. A megvalósításra ugyan nem került sor, de mindenképpen figyelemre méltó a javaslat korszerű szellemisége. A javaslat egy egységes műegyetemi képzést vázolt fel, miszerint a felsőfokú képzést megelőzné egy „mű-tanoda” (Realschule), ahol előkészítenék az ifjakat a felsőfokú továbbtanulásra, illetve középszintű szakembereket és szakmunkásokat képezne. A felsőfokú képzés („mű-egyetem”, Polytechnikum) két éven át általános műszaki-természettudományos képzést adna, és erre épülhetnének a szakmai specifikációt nyújtó három évfolyamos „szakiskolák” (Fachschule), így például a bánya- és kohómérnökképző intézet is.

### A levert szabadságharc után
A szabadságharcot követő megtorlás komoly veszteségeket okozott nemcsak az Akadémiának, de az egész magyar bánya-kohómérnöki társadalomnak. Gábel Mátyás selmeci bányamérnököt kivégezték, többen börtönbe kerültek (Bolla Mátyás, Leithner Antal, Szlávy József, Zsigmondy Vilmos és mások), még többen külföldre menekültek (Fuchs Vilmos, Debreczeni Márton, Jendrassik Miksa, Péch Antal stb.). Az Akadémia igazgatóját, Ritterstein Ágostot kétévnyi raboskodás után megfosztották állásától, Adriány Jánost és Lázár Jakabot felfüggesztették, Christian Doppler pedig inkább Prágába költözött.
Az Akadémia ismét bécsi irányítású lett, az oktatást azonban újra kellett indítani. Ez a feladat Pettko János és Bachmann József professzorokra és Bruimann Vilmos tanársegéd vállára hárult. Munkásságuk nyomán megfelelő szakembereket sikerült találniuk az professzori karba. Visszahívták Dopplert a Matematikai-fizikai tanszék élére, utóda Karl Jenny volt. A Kohászati–kémiai tanszék vezetője Bachmann József volt, utóda pedig Václav Mrazek lett, az ásványtan–földtan oktatója Pettko János volt.

## Bányászati és Erdészeti Akadémia

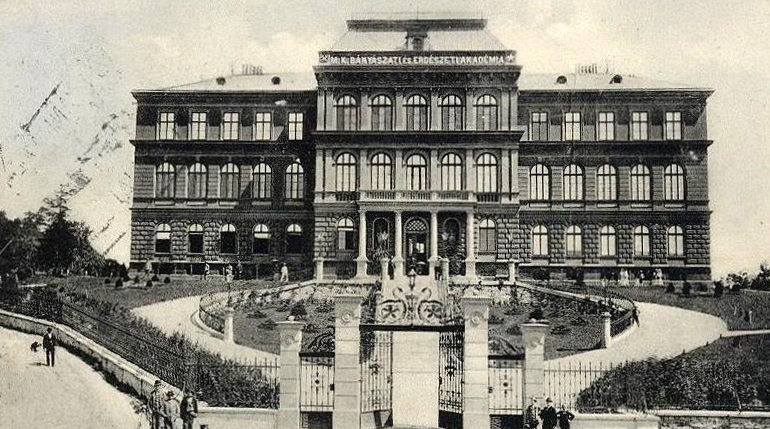
Az Akadémia épülete korabeli képeslapon

Az 1867-es kiegyezés politikai, társadalmi hatásainak részletezése nem ennek a cikknek a feladata, azt azonban meg kell állapítani, hogy a selmeci Akadémiára is rendkívül fontos kihatása volt. Az intézmény az új magyar államapparátus – amelyben fontos szerepet kaptak a szabadságharcban szerepet vállaló bánya-kohómérnökök is – irányítása alá került, fokozatosan bevezették a magyar oktatási nyelvet, az előterjesztett reformtervezetet pedig 1872. augusztus 15-én írta alá Ferenc József. Ennek értelmében az Akadémia levált a selmeci bánya-kohóigazgatóságról, és vezetője az akadémiai tanács által választott igazgató lett. Új tanszékek jöttek létre, így összesen tizenkét bányász és kohász tanszék, valamint három erdész tanszék alkotta az intézményt.
Fontos változás, hogy az addig egységes „bányász” képzésből négy szak lett: bányászati, fémkohászati, vaskohászati és gépészeti–építészeti szak. Az erdészképzés is két szakon folyt: általános erdészeti és erdőmérnöki szakon. Az alapképzés az első évfolyamon minden szakon majdnem azonos volt, a szakosodás fokozatosan a második évfolyamtól kezdődött. A tanterv lényegében 1895-ig (ekkor a gépészeti-építészeti szak megszűnt Selmecbányán), illetve az 1904-es főiskolai reformig változatlan maradt, csak kisebb változtatások történtek.
Az 1872-es állapotoknak megfelelő tanszéki és professzori beosztás:
- Mennyiségtani tanszék – Schwatz Ottó,
- Ábrázoló mértani tanszék – Pöschl Ede,
- Általános és elemi vegytani tanszék – Schenek István,
- Elemző erőműtan és szilárdságtani tanszék – Herrmann Emil,
- Ásványtani, geológiai és paleontológiai tanszék – Winkler Benő,
- Építészeti tanszék – Lehoczky Gyula,
- Bányaművelési és ércelőkészítési tanszék – Litschauer Lajos,
- Bányamérés és geodéziai tanszék – Cséti Ottó,
- Fémkohászat, fémkohótelepek tervezése tanszék – Schréder Rezső,
- Vaskohászat, vasgyártás tanszék – Kerpely Antal,
- Általános és vasgyári géptani tanszék – Farbaky István,
- Fémkohászati enciklopédia, vasöntészeti tanszék – Kubacska Hugó.[8]

A reformmal összefüggésben 1876-ban bevezették az abszolutórium megszerzése és a kétéves üzemi gyakorlat utáni államvizsga intézményét, amelynek teljesítése után diplomát kaptak a végzettek. Az oklevelek bejegyzése 1895-ig nélkülözte a mérnök kifejezést, hivatalosan csak ezután jelentek meg a mérnöki végzettségre utaló bejegyzések (például bányamérnök, fémkohómérnök, vaskohómérnök).

## Bányászati és Erdészeti Főiskola
Közeledve a 20. századhoz, a műszaki és természettudományok robbanásszerű fejlődésnek indultak. Ez mintegy megkövetelte a műszaki felsőoktatás korábban jól működő módszerének, struktúrájának a felülvizsgálatát. Az erre vonatkozó reformelképzelések kimunkálása már 1891-ben elkezdődött. Az elképzelések szerint a szakok számát a hazai ipar igényeihez kell igazítani, a műszaki-természettudományos alapképzést erősíteni kell, a tanulmányi időszakot pedig négy évre kell emelni. A változtatások 1895-ben még nem történhettek meg, csak 1904-ben sikerült megvalósítani.
A változások megmutatkoztak az intézmény nevében is, Bányászati és Erdészeti Főiskola lett, ennek megfelelően a vezetője megnevezése ettől fogva rektor lett. A tanszékek száma húszra emelkedett, az oktatási idő négyéves lett, a szakosodást pedig megtartották. Fontos kiemelni, hogy a természettudományos alapképzés nagy súlyt kapott, a matematika–természettudományos képzés óraszáma 10–30%-kal több volt az európai hasonló főiskolák, de még a budapesti műegyetem óraszámánál is.
A fejlesztések építkezésekben is megnyilvánultak, az Akadémia (a főiskolává alakulás ellenére is így nevezte az intézményt a köznyelv) fő tanulmányi épülete után 1912-re elkészült a kémiai szárny is. Az 1913–1914-es oktatási évben 580 hallgató tanult a főiskolán, húsz jól felszerelt tanszéken, kiváló oktatói gárda közreműködésével.
Ez az ígéretes fejlődés szakadt meg az első világháború kitörése után. Az anyagi támogatás csökkent, az oktatók és a hallgatók egy részét besorozták, így a hallgatóság létszáma nem érte el a százat sem. Sokan vesztették az életüket a harctereken, és sokan estek hadifogságba.
Az akadémia (1904-től már főiskola) selmeci létezésének is a vesztes világháború, illetve az annak következményeként megkötött trianoni békeszerződés vetett véget. A főiskola 1918 végén megkezdte elköltözését Selmecbányáról. Miközben laboratóriumainak, oktatási eszköztárának egy része ottmaradt, az értékes könyvtárat és a gyűjtemények nagy részét sikerült átmenekíteni. A diákság többsége 1918. december közepén elhagyta Selmecbányát és hazautazott, míg a tanárok a székhelykérdés megoldásáig hivatali helyükön maradtak. Az új helyszín kérdése több hónapos bizonytalanság és huzavona után (eleinte Budapest, Gödöllő és Miskolc is felmerült helyszínként) végül Sopron javára dőlt el. A Sopronba került főiskola áldatlan körülmények között, szükségépületekben, fűtetlen laktanyákban kezdte meg működését 1919 áprilisában. Az intézmény diákjai 1921-ben nagy szerepet vállaltak a nyugat-magyarországi felkelésben, a második ágfalvi összecsapásban az itt tanuló Machatsek Gyula erdőmérnök-hallgató és Szechányi Elemér bányamérnök-hallgató vesztette életét.
Története ezt követően már a Soproni Egyetem szócikkbe tartozik.

## Neves tanárai és diákjai
- Adriany János (1799–1871) bányamérnök, tanszékvezető, főbányagondnok.
- Balás Jenő (1882–1938) bányamérnök, kutató, a magyar bauxitbányászat úttörője, vízszabályozási munkálatok tervezője.
- Bauma Viktor 1892–1964) bányamérnök, az ásványbányászat fejlesztője.
- Bedő Albert (1839–1918) erdőmérnök, a Magyar Tudományos Akadémia tagja.
- Béky Albert (1869–1956) erdőmérnök, alföldfásító, erdészeti szakíró, az Országos Erdészeti Egyesület tiszteletbeli elnöke.
- Belházy Emil (1840–1898) erdőmérnök, főerdész, főerdőtanácsos.
- Bencze Gergely (1854–1925) erdőmérnök, kémikus, főiskolai tanár, miniszteri tanácsos.
- Bencze Lajos (1912–2007) erdőmérnök, vadbiológus, egyetemi tanár.
- Böckh János (1840–1909) bányamérnök, geológus, miniszteri osztálytanácsos, a Magyar Tudományos Akadémia levelező tagja, a Földtani Intézet igazgatója.
- Böhm Ferenc (1881–1940) bányamérnök, a hazai kőolaj- és földgázkutatás egyik legkiválóbb képviselője.
- Bund Károly (1869–1931) erdőmérnök, főerdőtanácsos, minisztériumi tanácsos, szakíró.
- Cotel Ernő (1879–1954) kohómérnök, a Magyar Tudományos Akadémia tagja.
- Csermely István (1862–1928) fémkohómérnök, elektrokémikus, bányatanácsos.
- Cséti Ottó (1836–1906) bányamérnök, akadémiai tanár, újságíró, lapszerkesztő.
- Csiby Lőrinc (1849–1903) erdőmérnök, főiskolai tanár.
- Debreczeni Márton (1802–1851) bányamérnök, a pénzügyminisztérium bányászati igazgatója, költő.
- Divald Adolf (1828–1891) erdőmérnök, tudományszervező, a magyarországi erdészet tudományos közéletének egyik kibontakoztatója, a magyar nyelvű erdészeti szakirodalom megalapozója, a Magyar Tudományos Akadémia levelező tagja.
- Faller Gusztáv bányatanácsos, a selmecbányai akadémia tanára.
- Faller Károly (1857–1913) kohómérnök, főiskolai tanár, a selmecbányai Bányászati és Kohászati Irodalompártoló Egyesület elnöke, az Országos Magyar Bányászati és Kohászati Egyesület alapító tagja.
- Farbaky Gyula (1870–1911) kohó- és bányamérnök, akadémiai tanár.
- Fazola Frigyes (1774 – 1849) a diósgyőri vasmű sáfára, igazgatóhelyettese.
- Fehér Dániel (1890–1955) erdőmérnök, mikrobiológus, növényfiziológus, botanikus, a Magyar Tudományos Akadémia levelező tagja.
- Fekete Lajos (1837–1916) erdőmérnök, botanikus, a Magyar Tudományos Akadémia levelező tagja.
- Fekete Zoltán (1877–1962) erdőmérnök, botanikus, a fatermeléstan tudósa, a Magyar Tudományos Akadémia levelező tagja.
- Fodor László (1855–1924) matematikus, pedagógus.
- Földváry Miksa (1877–1945) erdőmérnök, minisztériumi tanácsos, a magyarországi természetvédelem előfutára.
- Graenzenstein Béla (1847–1913) bánya- és kohómérnök, országgyűlési képviselő.
- Gretzmacher Gyula (1836–1906) bányamérnök, technikatörténeti író.
- Guckler Károly (1858–1923) erdőmérnök, a fővárosi erdészeti hivatal vezetője.
- György Albert (1862–1941) bányamérnök, bányaigazgató.
- Gyürky Gyula (1860–1949) bányamérnök, a Rimamurány-Salgótarjáni Vasmű Részvénytársaság igazgatója, a vasműhöz tartozó nyugat-borsodi szénbányák első vezetője.
- Halaváts Gyula (1853-1926) bányamérnök, geológus, paleontológus.
- Hantken Miksa (1821–1893) bányamérnök, a Magyar Tudományos Akadémia tagja, a Magyar Állami Földtani Intézet igazgatója.
- Hauch Antal (1823–1903) kohómérnök, akadémiai tanár, feltaláló.
- Hendrey József (1891–1959) erdőmérnök, országgyűlési képviselő.
- Herrmann Emil (1840–1925) bánya- és kohómérnök, a Bányászati és Erdészeti Akadémia professzora.
- Hofmann Károly (1839–1891) bányamérnök, geológus, paleontológus, műegyetemi tanár, a Magyar Tudományos Akadémia tagja.
- Illés Nándor (1836–1907) erdőmérnök, főiskolai tanár, a magyar erdészeti szakirodalom úttörője.
- Jankó Sándor (1866–1923) erdőmérnök, főiskolai tanár.
- Jónás József (1787–1821) bányamérnök, ásványkutató, múzeumi őr.
- Kaán Károly (1867–1940) erdőmérnök, gazdaságpolitikus, a Magyar Tudományos Akadémia levelező tagja.
- Káposztás Pál (1893–1957) bányamérnök, üzemmérnök, műszaki ügyvezető igazgató, magántanár, tervezőmérnök.
- Katona Lajos (1866–1933) kohómérnök, a resicai nagyolvasztók és a Ganz gyár egyik vezetője.
- Kelle Artúr (1882–1945) erdőmérnök, egyetemi tanár.
- Kerpely Antal (1837–1907) kohómérnök, az MTA tagja, a selmeci bányászati akadémia vaskohászattani tanszékének első professzora és tanszékvezetője, az Österreichische-Alpine-Montan-Gesellschaft vezérigazgatója.
- Király Lajos (1894–1970) erdőmérnök, a Szilvásváradi Erdőgazdaság főmérnöke, a talajerózió elleni védekezés és a Tokaj-Hegyalja szőlővidék rekonstrukciójának egyik úttörője.
- Kiss Ferenc (1860–1952) erdőmérnök, a „szegedi erdők atyja”.
- Kondér István (1897–1975) erdőmérnök, földmérő, kutatómérnök.
- Krippel Móric (1867–1945) erdőmérnök, , egyetemi, címzetes, nyilvános rendes tanár, dékán.
- Kurovszky Zsigmond (1860–1913) kohómérnök, főbányatanácsos, a kapnikbányai kohómű főnöke, a zalatnai kohómű főmérnöke.
- Lesenyi Ferenc (1887–1962) erdőmérnök, egyetemi tanár.
- Liszkay Gusztáv (1843–1889) bánya- és kohómérnök, bányászati szakíró.
- Luncz Géza (1892–1957.) erdőmérnök, egyetemei tanár.
- Maderspach Károly (1791–1849) kohómérnök, feltaláló.
- Magyar Pál (1895–1969) erdőmérnök, erdőtanácsos, intézetvezető, egyetemi tanár.
- Mikó Béla (1843–1912) bánya- és kohómérnök, akadémiai oktató és szakíró.
- Maderspach Livius (1840–1921) bányamérnök, szakíró, magyar királyi bányatanácsos
- Meinhardt Vilmos (1884–1964) bányamérnök, vezérigazgató, egyetemi tanár.
- Modrovich Ferenc (1887–1947) erdőmérnök, egyetemi tanár.
- Münnich Adolf (1821–1899) bányamérnök, bányaigazgató.
- Nagy György (1895–1961) erdőmérnök, főmérnök, iskolaigazgató, erdészeti szakíró.
- Papp Simon (1886–1970) geológus, a selmecbányai Bányászati és Erdészeti Főiskola tanára, az MTA tagja.
- Pattantyús-Ábrahám Imre (1891–1956) kohómérnök, egyetemi tanár.
- Péch Antal (1822–1895) bányamérnök, az MTA tagja, a Bányászati és Kohászati Lapok megalapítója, a Jó szerencsét köszöntés meghonosítója.
- Pethe Lajos (1879–1958) bánya- és kohómérnök, a bányászati és kohászati felsőoktatás minisztériumi irányítója.
- Pöschl Ede (1820–1898) bányamérnök, akadémiai tanár, bányatanácsos.
- Quirin Leó (1878–1943) kohómérnök, országgyűlési képviselő, a Rimamurány-Salgótarjáni Vasmű vezérigazgatója, az OMBKE elnöke, a Budapesti Mérnöki Kamara alelnöke.
- Révay Ferenc (1887–1974) erdőmérnök, a Szent István-barlang feltárója, a Lillafüredi Palotaszálló építkezésének előkészítője.
- Rombauer Tivadar (1803–1855) bánya- és kohómérnök, az ózdi vaskohászat megteremtője, a Batthyány-kormány iparügyi osztályfőnöke.
- Roth Gyula (1873–1961) erdőmérnök, Kossuth-díjas egyetemi tanár.
- Rozlozsnik Pál (1880–1940) bányamérnök, geológus, paleontológus, a Magyar Tudományos Akadémia levelező tagja.
- Ruffinyi Jenő (1846–1924) bányamérnök, a dobsinai-jégbarlang egyik felfedezője.
- Ruprecht Antal (1748–1814) kohómérnök, kémikus, a Bánya- és Pénzügyi Kamara tanácsosa.
- Schelle Róbert (1851–1925) kohómérnök, vegyész, feltaláló, főiskolai tanár.
- Schleicher Aladár (1881–1962) kohómérnök, metallográfus, egyetemi tanár, a Nehézipari Műszaki Egyetem díszdoktora, az Acta Technika szerkesztője.
- Schmidt Sándor (1882–1953) bányamérnök, bányaigazgató, magyar királyi bányaügyi főtanácsos.
- Scholcz Rezső (1832–1896) erdőmérnök, erdőigazgatóság-vezető, miniszteri tanácsos.
- Schréder Rezső (1826–1888) bánya- és kohómérnök, üzemvezető, tanszékvezető, író.
- Sobó Jenő (1853–1920) kohómérnök, főbányatanácsos, akadémiai tanár, építészeti szakíró.
- Sóltz Vilmos (1833–1901) kohómérnök, feltaláló, tanszékvezető, szakíró.
- Szabó József (1822–1894) bányamérnök, geológus, a Magyar Tudományos Akadémia tagja.
- Széki János (1879–1952) kohómérnök, üzemvezető, egyetemi tanár.
- Szele Mihály (1896–1972) kohómérnök, iparügyi tanácsos, igazgatóhelyettes, egyetemi tanár.
- Szent-Istványi József Gyula (1854–1928) bányamérnök, főbányatanácsos, főiskolai tanár.
- Szentkirályi Zsigmond (1804–1870) bányamérnök, erdélyi bányakapitány, a Magyar Tudományos Akadémia levelező tagja.
- Szlávy József (1818–1900) arisztokrata politikus, bányamérnök, koronaőr, főispán, földművelés-, ipar- és kereskedelemügyi miniszter, miniszterelnök.
- Tárczy-Hornoch Antal (1900–1986) Kossuth- és állami díjas bányamérnök, geodéta, metrológus, geofizikus, egyetemi tanár, a Magyar Tudományos Akadémia tagja.
- Técsey Ferenc (1838–1904) kohómérnök, a diósgyőri vasgyár igazgatója, a Siemens–Martin-acélgyártás hazai bevezetője.
- Tomcsányi Gusztáv (1852–1911) erdőmérnök, erdőtanácsos, szakíró.
- Ürmössy Kálmán (1862–1922) kohómérnök, főiskolai tanár, igazgató, miniszteri tanácsos.
- Vadas Jenő (1857–1922) erdőmérnök, erdészeti szakíró, a magyarországi erdők főtanácsosa, akadémiai tanár.
- Volny József (1819–1878) kohómérnök, az ózdi és a salgótarjáni kohászat vezető alakja.
- Wagner Károly (1830–1879) erdőmérnök, főerdőtanácsos, lapszerkesztő, minisztériumi osztályfőnök.
- Wahlner Aladár (1861–1930) bányamérnök, bányajogász, államtitkár, költő.
- Wein János (1829–1908) bányamérnök, a budapesti vízvezeték-hálózat egyik tervezője és megalkotója, a Fővárosi Vízművek első igazgatója.
- Wilckens Henrik Dávid (1763–1832) a magyarországi erdészeti felsőoktatás megteremtője, a Selmeci Akadémia egyik alapítója.
- Zorkóczy Samu (1869–1934) kohómérnök, a magyar vaskohászat egyik legnagyobb fejlesztőmérnök-egyénisége.
- Zsigmondy Vilmos (1821–1888) bányamérnök, a Magyar Tudományos Akadémia tagja, a hazai artézi kutak fúrásának kialakítója.
- Zsilinszky Győző (1890–1979) főerdőmérnök, a rozsnyói püspöki uradalom igazgatója, erdőtanácsos.